# Академија за позориште, радио, филм и телевизију Универзитета у Љубљани
Академија за позориште, радио, филм и телевизију Универзитета у Љубљани (словен. Akademija za gledališče, radio, film in televizijo или само AGRFT) је једина установа овог типа у Словенији. Чланица је Универзитета у Љубљани.
Тренутни декан је проф. др Алеш Валич.

## Студије
На академији се могу студирати:
- позоришне и уметничке режије
- драмске игре и уметничке речи
- драматургија сценских уметности
- филмске и телевизијске монтаже
- филмске и телевизијске режије
- филмско и телевизијско снимање

## Структура академије
Састоји се из три одељења:
- за позориште и радио
- за филм и телевизију
- за драматургију

## Историја
Академија је установљена 1945. као Академија за глумачку уметност (словен. Akademija za igralsko umetnost). Затим је проширена на студијске смерове за филм, радио и телевизију. Данашње име добија 1963. године. Самосталан високошколски завод добија 1975. када и постаје чланица Универзитета у Љубљани. Данас на академији постоје и постдипломске студије за драматургију, глуму, уметничко дело, позоришну режију, сценографију, костимографију, филмску и телевизијску режију.

## Значајности
Обзиром да се мало места расписује сваке године догађа се и да до осам особа конкурише на једно место. До данас је из академије изашло око четири стотине дипломаца.

## Професори
Међу професорима су најзначајнији словеначки људи глуме и медија као што су:
- Карпо Година — добитник Прешернове награде за животно дело из 2006.
- Франци Слак
- Миле Корун
- Мета Хочевар
- Јожица Авбељ
- Душан Јанковић
- Андреј Инкет и други